# Compagnie des fourrures du Missouri
La Compagnie des fourrures du Missouri (en anglais : Missouri Fur Company) est, avec l'American Fur Company de John Jacob Astor, l'une des premières compagnies de traite des fourrures qui ait été fondée et dirigée par des Américains. Son établissement devait permettre de rivaliser, tant sur le plan commercial que sur le plan politique — relations avec les Amérindiens et conquête des territoires de l'Ouest américain —, avec les Britanniques, par exemple, avec la Compagnie de la Baie d'Hudson.

## Histoire
Manuel Lisa, un marchand installé à Saint-Louis à la fin des années 1790, entreprit en 1807 de se lancer dans une entreprise commerciale sur le Missouri. L'expédition de Lewis et Clark revenue à Saint-Louis en 1806 avait en effet confirmé la présence abondante de castors dans cette région. Lisa remonta le Missouri et la Yellowstone avec une cinquantaine d'hommes jusqu'à l'embouchure de la Bighorn, dans l'actuel Montana, échangeant avec les Amérindiens rencontrés des armes, du tabac, de l'alcool contre des fourrures et installant des pièges pour les castors. Il inaugura aussi dès ce moment ce qui allait devenir le système des postes de traite (trading posts), c'est-à-dire des établissements construits en dur où se retrouvaient trappeurs et marchands pour l'échange et le commerce des peaux : le premier (Fort Manuel) fut construit sur la rivière Bighorn.
De retour à Saint-Louis, Lisa s'associa avec d'autres entrepreneurs, comme William Clark, Jean-Pierre Chouteau ou Auguste-Pierre Chouteau, pour fonder en 1809 la St. Louis Fur Company, qui devint en 1812 la « Compagnie de fourrures du Missouri à Saint-Louis » (Missouri Fur Company of St. Louis), avec Lisa comme président. Les statuts réglaient la participation financière des partenaires, mais aussi leur engagement personnel dans les expéditions annuelles. La première expédition compta près de 350 hommes. En 1811, la Compagnie des fourrures du Missouri se rendit fameuse en rattrapant l'expédition rivale que John Jacob Astor avait envoyée dans la même région plusieurs semaines avant.
La guerre de 1812 ralentit le commerce des fourrures dans la région. Lisa fit néanmoins construire en 1812, au nord de l'actuelle Omaha, le Fort Lisa, qui devint un important bureau commercial de fourrures dans ce qui est maintenant le Nebraska. Dans les années 1820, après la mort de Lisa, Joshua Pilcher reprit la direction de la Compagnie. D'autres compagnies de fourrure la concurrençaient alors à Saint-Louis, dont certaines avaient été fondées par d'anciens partenaires, comme la Compagnie de fourrures des Montagnes Rocheuses de William Ashley et Andrew Henry.
En 1823, une équipe de trappeurs de la compagnie fut attaquée par des guerriers Blackfoot sur la Yellowstone, plusieurs hommes furent tués et plus de 15 000 $ de biens et de fourrures perdus. Une autre échauffourée eut lieu avec les Arikaras sur la Grand River dans le Dakota du Sud septentrional. Ces revers, ainsi que la concurrence accrue des autres compagnies de fourrure opérant sur le Missouri, en particulier la Compagnie américaine de fourrures et la Compagnie de fourrures de Columbia provoquèrent la fin de la Compagnie du Missouri, à l'expiration de son contrat en 1824.